# Wild Wild West
Wild Wild West är en amerikansk western-komedi från 1999 i regi av Barry Sonnenfeld med Will Smith, Kevin Kline och Salma Hayek i huvudrollerna. Filmen hade Sverigepremiär den 28 juli 1999.

## Handling
Filmen utspelar sig 1869 i USA. En professor dör under mystiska omständigheter, vilket leder till att två agenter som arbetar för den amerikanska regeringen kallas in för att lösa brottet: Den heroiske James West (Will Smith) och den excentriske Artemus Gordon (Kevin Kline).
Personkemin är inte på agenternas sida, men den förbättras allteftersom duon luskar upp spår som leder till en general vid namn McGrath. Ganska snart får de dock reda på att McGrath bara är en nickedocka, och den egentliga skurken är Dr. Loveless. Den gode doktorn planerar att med avancerad teknologi kidnappa presidenten och ta över USA.
Filmen slutar med en närstrid ombord på Loveless enorma mekaniska spindel. Läget ser mörkt ut för hjältarna, men med hjälp av Gordons alla möjliga uppfinningar så lyckas duon till slut stoppa Loveless.

## Rollista (urval)
- Will Smith - James West, armeofficer
- Kevin Kline - Artemus Gordon/Ulysses S. Grant, federal sheriff
- Kenneth Branagh - Doktor Arliss Loveless, vetenskapsman med storhetsvansinne
- Salma Hayek - Rita Escobar, gift med kidnappad vetenskapsman
- M. Emmet Walsh - Coleman
- Ted Levine - General McGrath, tidigare general i sydstatsarmén
- Sofia Eng - Fru Lippenreider